# Vladimir Dašić
Vladimir Dasic (Podgorica, Montenegro, 13 de mayo de 1988, es un jugador profesional de baloncesto montenegrino que juega de alero. Juega en el KK Zadar en la A1 Liga croata.

## Carrera
Vladimir Dasic procede de las categorías inferiores del KK Buducnost montenegrino, debutó con el primer equipo cuando contaba tan sólo 16 años, en la temporada 2004/05. En los años sucesivos jugó en dicho club, equipo que acabó en la sexta posición de la última edición de la Liga Adriática, y  que se ha proclamado campeón de Liga y Copa de Montenegro en las temporadas 2006/07,2007/08 y 2008/09.
En la Liga Adriática 2008/09 promedió 13 puntos y 5,3 rebotes mientras en la Eurocup 2008/09 sus números fueron de 12,3 puntos, 8,3 rebotes para 15,2 de valoración.
En la temporada 2009-2010 ficha por el Real Madrid, siendo cedido al CB Gran Canaria en marzo de 2010, si bien dicho club lo cortó de su plantilla un mes más tarde, debido a su falta de actitud.
En 2010 se marcha a Italia para jugar en el Lottomatica Roma de la LEGA.

## Palmarés
- Medalla de oro en el Europeo Sub – 18 de 2005 con la selección de Serbia y Montenegro.
- Campeón de la Liga de Montenegro en las temporadas 2006/07, 2007/08 y 2008/09 con el KK Buducnost.
- Campeón de la Copa de Montenegro en 2007, 2008 y 2009 con el KK Buducnost.
- Máximo anotador (22,8 puntos por partido) y recuperador (2,6 robos por partido) en el Europeo Sub – 20 de 2008.

## Trayectoria
- 2004/09: KK Buducnost
- 2009/10: Real Madrid
- 2009/10: CB Gran Canaria
- 2010/11: Lottomatica Roma.
- 2012  Union Olimpija
- 2012  Beşiktaş
- 2013 Metalac Valjevo
- 2014 Al Ahli Dubai
- 2014/2015 KK Buducnost
- 2017 AEK Larnaca
- 2018-  KK Zadar